# Stati Uniti contro Microsoft Corporation
Stati Uniti v.Microsoft Corporation , 253 F.3d 34 (DC Cir. 2001) è un noto caso di diritto antitrust in cui il governo statunitense ha accusato Microsoft di mantenere un monopolio illegale nel mercato dei personal computer, ponendo restrizioni sia tecniche che legali ai produttori e impossibilitando gli utenti a disinstallare Internet Explorer per usare altri programmi come Netscape e Java. Alla fine la corte distrettuale ha deciso che le azioni di Microsoft violavano le Sezioni 1 e 2 dello Sherman Antitrust Act del 1890, confermata poi dalla Corte d'Appello degli Stati Uniti per il circuito del distretto di Columbia. 

## Storia
Nel 1992 la Federal Trade Commission aprì un'indagine per investigare il monopolio di Microsoft nel mercato dei sistemi operativi per PC, che venne chiusa nel '93. In quello stesso anno il Dipartimento di Giustizia aprì un'indagine propria, guidata da Janet Reno.
Il problema principale era il fatto che Microsoft includeva come web browser nel suo sistema operativo Windows Internet Explorer, cosa che avrebbe aiutato molto quest'ultima a vincere una grossa fetta del mercato. Infatti, includendo IE in ogni copia di Windows, l'utente poteva essere scoraggiato a provare alternative come Opera o Netscape, soprattutto se erano a pagamento. In più si criticava la condotta di Microsoft nella creazione di accordi di licenza con i produttori di apparecchiature originali.
Microsoft, d'altro canto, sosteneva che l'unione di IE e Windows è stato risultato di innovazione e competizione, e che i due erano diventati lo stesso prodotto, facendo in modo che gli utenti di Windows potessero godersi i vantaggi di IE gratuitamente. I querelanti hanno ribattuto dicendo che IE rimaneva comunque un prodotto diverso, dato che su Mac OS era disponibile una versione di questo, e che non era veramente gratuito, dato che i costi di marketing e di sviluppo potrebbero aver aumentato il costo delle copie di Windows.